# Cerocala illustrasoides
Cerocala illustrasoides là một loài bướm đêm trong họ Erebidae.